# Берлюково (Гаврилов-Ямский район)
Берлюково — село в Гаврилов-Ямском районе Ярославской области России. Входит в состав Ильинского сельского округа Шопшинского сельского поселения.

## География
Село находится в юго-восточной части области, в зоне хвойно-широколиственных лесов, к северу от реки Фекленки, к востоку от автодороги 78Н-0179, на расстоянии примерно 28 километров (по прямой) к северо-западу от города Гаврилов-Ям, административного центра района. Абсолютная высота — 179 метров над уровнем моря.

### Климат
Климат характеризуется как умеренно континентальный, с умеренно холодной зимой и относительно тёплым летом. Среднегодовая температура воздуха — 3 — 3,5 °C. Средняя температура воздуха самого холодного месяца (января) — −13,3 °C; самого тёплого месяца (июля) — 18 °C. Вегетационный период длится около 165—170 дней. Годовое количество атмосферных осадков составляет 500—600 мм, из которых большая часть выпадает в тёплый период.

### Часовой пояс
Берлюково, как и вся Ярославская область, находится в часовой зоне МСК (московское время). Смещение применяемого времени относительно UTC составляет +3:00.

## История
Церковь в селе построена в 1811 году. Престолов в ней было два: Казанской Божией Матери и препод. Сергия, Радонежского чудотворца. 
В конце XIX — начале XX село входило в состав Ильинской волости Ярославского уезда Ярославской губернии. В 1883 году в селе было 18 дворов.
С 1929 года село входило в состав Кощеевского сельсовета Ярославского района, с 1932 году — в составе Гаврилов-Ямского района, с 1944 года — в составе Ильинского сельсовета Курбского района, с 1957 года — вновь в составе Гаврилов-Ямского района, с 2005 года — в составе Шопшинского сельского поселения.

## Население
| 1859 | 1883 | 1914 | 2007 | 2010 |
| ---- | ---- | ---- | ---- | ---- |
| 155  | →155 | ↗189 | ↘3   | ↘0   |

## Достопримечательности
В селе расположена недействующая Церковь Казанской иконы Божией Матери (1811).